# Terrence Howard
Terrence Dashon Howard (sinh ngày 11 tháng 3 năm 1969) là một nam diễn viên, ca sĩ người Mỹ.

## Danh sách phim

### Truyền hình
| Năm      | Tên                               | Vai                              | Ghi chú |
| -------- | --------------------------------- | -------------------------------- | ------- |
| 1994     | Family Matters                    | John                             |         |
| 1994     | Living Single                     | Brendan King                     |         |
| 1994     | Coach                             | Johnny Williams                  |         |
| 1994     | Getting By                        | Herbert                          |         |
| 1994     | Picket Fences                     | Malik                            |         |
| 1995     | New York Undercover               | Buster Goings                    |         |
| 1996–98  | Sparks                            | Greg Sparks                      |         |
| 1998–99  | NYPD Blue                         | A.J. Foreman / Lonnie            |         |
| 2002–03  | Soul Food                         | Benny Jones                      |         |
| 2003     | Street Time                       | Lucius Mosley                    |         |
| 2010–11  | Law & Order: LA                   | Senior D.D.A. Jonah "Joe" Dekker |         |
| 2011     | Law & Order: Special Victims Unit | Senior D.D.A. Jonah "Joe" Dekker |         |
| 2012     | Hawaii Five-0                     | Billy                            |         |
| 2015–nay | Empire                            | Lucious Lyon                     |         |
| 2015–16  | Wayward Pines                     | Sheriff Arnold Pope              |         |
| 2017     | Philip K. Dick's Electric Dreams  | George                           |         |